# Archidamos III
Sauf précision contraire, les dates de cet article sont sous-entendues « avant l'ère commune » (AEC), c'est-à-dire « avant Jésus-Christ ».
Pour les articles homonymes, voir Archidamos.
Archidamos III est roi de Sparte au IVe siècle.
Fils d'Agésilas II, il le remplace sur le trône de Sparte vers 361 lorsqu'Agésilas II part dans une expédition pour l'Égypte. Il organise la résistance de Sparte contre Épaminondas, soutient les Phocidiens contre Thèbes lors de la troisième guerre sacrée et part ensuite en Italie au secours de Tarente. Il est tué en Italie en 338.